# Notocerus cornutus
Notocerus cornutus är en insektsart som beskrevs av Hancock, J.L. 1907. Notocerus cornutus ingår i släktet Notocerus och familjen torngräshoppor. Inga underarter finns listade i Catalogue of Life.